# Monuments historiques im Département Yvelines

Logo Monument historique

Im Département Yvelines gab es zum 1. Juli 2019 insgesamt 492 Bauwerke, die als Ganzes oder teilweise (nur Fassade, Glockenturm einer Kirche oder Portal usw.) als Monument historique auf der Denkmalliste standen.
Von den 259 Gemeinden im Département Yvelines besitzen 169 mindestens ein Monument historique und in 90 Gemeinden gibt es kein Monument historique. 
Die Einstufung beweglicher Objekte als Monument historique, wie zum Beispiel Skulpturen (siehe: Kategorie:Monument historique (Skulptur)), Kirchenfenster (siehe: Kategorie:Monument historique (Glasmalerei)), Taufbecken (siehe: Kategorie:Monument historique (Taufbecken)) und andere sind hier nicht berücksichtigt.